# 香港议会
香港議會（英語：Hong Kong Parliament）是流亡海外的香港人社群于加拿大安大略省多伦多組成的自治議會，并被美国之音等媒体及一些海外香港人认为是香港的流亡議會。
其前身香港議會選舉籌備委員會於2022年7月27日在加拿大多倫多成立，是在多倫多註冊的無黨派非牟利組織。
该议会的首届选举于2025年5月举行，采全票制及网上投票形式举行，全部议员于同年7月21日宣誓就职。

## 選舉籌備委員會委員
| 肖像 | 姓名   | 職位               | 任期              | 黨籍         |
| ---- | ------ | ------------------ | ----------------- | ------------ |
|      | 吳文昕 | 選舉籌備委員會主席 | 2022年7月27日至今 | 無黨籍       |
|      | 何良懋 | 選舉籌備委員會成員 | 2022年7月27日至今 | 無黨籍       |
|      | 袁弓夷 | 國際事務小組主席   | 2022年7月27日至今 | 無黨籍       |
|      | 霍嘉誌 | 規則小組主席→委員  | 不詳至今          | 進步民主連線 |
|      | 蔡明達 | 委員               | 不詳至今          | 人民力量     |
|      | 曾偉藩 | 技術支援小組主席   | 2022年7月27日至今 | 無黨籍       |

### 前任委員
| 肖像 | 姓名   | 職位             | 任期                          | 黨籍                      |
| ---- | ------ | ---------------- | ----------------------------- | ------------------------- |
|      | 梁頌恆 | 公共關係小組主席 | 2022年7月27日至2022年12月31日 | - 青年新政 - 香港民族陣綫 |

## 第一屆選舉
是次选举提名期为2025年2月4日至3月15日，因提名人數未達到應選名額35人，提名期延長一個月至4月15日，依例根據投票結果選出最高票數之80%候選人，以18名候選人計，即15人。其投票期则为2025年5月5日至6月15日。
2025年5月27日，鑑於香港議會蘋果手機投票App曾因故暫停，為補償海內外香港選民失去的投票時間，選舉投票期將延長，由原來的5月30日順延至6月15日。
首屆議會當選議員選舉結果於2025年6月30日公布。

## 首屆議員宣誓就任
2025年7月21日，香港議會首屆議員於網上宣誓就任，由何良懋主持，袁弓夷發言及吳文昕為監誓。15名當選人當中，林斌、梁啟駿、方立然及朱嘉祺表明不會宣誓；何良懋表示錢寶芬因在飛機上未能宣誓，聲稱會另安排時間宣誓；而歐永康則未有出席宣誓。最終只有9人參與宣誓，包括姜嘉偉、何永友、吳文君、張信燕、黃振華、侯中宇、夏海俊、林千淦及黃修和。
當中宣誓內容如下：
我，XXX，謹以至誠宣誓，本人就任香港議會議員，誠心服務香港公民，確遵香港議會選舉法及議會一切章則，以民意為依歸，承國際之支持，踐行普世價值，抗拒極權專制，還政於民，光復香港，建我自由之邦，謹誓。

## 通緝與拘捕令
2025年7月25日，香港警務處國家安全處針對「香港議會」涉嫌違反《香港國安法》第二十二條「顛覆國家政權罪」展開通緝與拘捕令行動。警方指該組織旨在推動「自決」、制定所謂「香港憲法」及推翻國家政權，屬非法活動。行動涉及19名在境外人士，法院已應警方申請發出拘捕令。

### 通緝名單
組織者（9人）：
袁弓夷、何良懋、霍嘉誌、蔡明達（各懸紅港幣$1,000,000，2024年6月及12月袁弓夷、霍嘉誌、蔡明達被保安局刊憲為潛逃者）
陳麗珍、馮崇義、龔小夏、吳文昕、曾偉藩（各懸紅港幣$200,000）
當選議員（10人）：
錢寶芬、夏海俊、侯中宇、何永友、姜嘉偉、林千淦、吳文君、黃振華、黃修和、張信燕（各懸紅港幣$200,000）
（除袁弓夷、霍嘉誌、蔡明達外，其他16人於2025年8月4日被保安局刊憲為潛逃者）
通緝行動於2025年7月25日由政府新聞處公布。警方指涉案人士在香港特別行政區（特區）境外組織「香港議會」選舉及宣誓就任，涉嫌顛覆國家政權。根據《香港國安法》第三十七條，該法適用於在特區以外干犯罪行的特區永久性居民；第三十八條延伸至非永久性居民針對特區實施犯罪者。警方呼籲被通緝人士回港自首，根據第三十三條，自動投案並如實供述可獲從輕或減輕處罰。

## 指明危害國家安全罪行的潛逃者
2025年8月4日，香港特別行政區保安局局長鄧炳強根據《維護國家安全條例》（2024年第6號），行使第89（1）條及第89（4）條賦予的權力，通過刊登憲報公告（2025年第43號及第44號號外公告），指明十六名因涉嫌在香港境外干犯危害國家安全罪行而被法院發出拘捕令的潛逃者。該十六名潛逃者包括何良懋、陳麗珍、馮崇義、龔小夏、吳文昕、曾偉藩、錢寶芬、夏海俊、侯中宇、何永友、姜嘉偉、林千淦、吳文君、黃振華、黃修和及張信燕。上述人士被指在英國、美國、加拿大、德國、澳洲、泰國及中華民國自由地區等地從事危害國家安全的行為和活動，特別是參與名為「香港議會」的顛覆組織，涉嫌違反《中華人民共和國香港特別行政區維護國家安全法》。
針對該十六名潛逃者適用的措施包括：禁止提供資金或處理資金、禁止與不動產相關的某些活動、禁止與有關潛逃者成立合資企業或合夥關係，以及撤銷特區護照（適用於大部分潛逃者）。此外，個別潛逃者的董事職位亦被暫時罷免。保安局局長此前已於2024年6月及12月指明袁弓夷、霍嘉誌及蔡明達為潛逃者，並對其施行類似措施。
同時，保安局局長已指示警方整理證據，考慮依據《維護國家安全條例》第60條禁止「香港議會」及「香港民主建國聯盟」在香港運作。
於2025年8月13日，國家安全處在天水圍區帶走姜嘉偉的生父到警署協助調查。
於2025年8月19日，錢寶芬胞妹錢寶雲被國安處帶走往屯門警署協助調查。

## 各方反應

### 特區政府
2025年8月4日，香港政府發言人表示，懸紅通緝犯潛逃海外，繼續在海外公然從事危害國家安全的不法勾當，意圖抹黑特區政府與中央政府，煽動社會對立。

### 駐港國安公署
2025年7月25日，駐港國安公署發表聲明表示，香港議會選舉嚴重違反《港區國安法》，危害國家主權、安全及發展利益。駐港國安公署堅定支持和積極支持香港警方嚴厲打擊反中亂港分子，維護一國兩制行穩致遠。